# Urraca Fernández
Urraca Fernández (m. 1007) fue una noble castellana que se convirtió en reina consorte de León en dos ocasiones (951-956 y 958-960) y reina consorte de Pamplona (970-994). Era hija del conde Fernán González y de Sancha de Pamplona.

## Matrimonios y descendencia
Siguiendo la política de matrimonios de conveniencia de su padre Fernán González, en 941 se casa en primeras nupcias con Ordoño III de León, hijo de Ramiro II de León. De este matrimonio nació:
- Bermudo II de León, rey de León.[3]

Contrajo un segundo matrimonio en 958 con Ordoño IV, rey de León. Mediante este enlace el rey pretende legitimar su poder. De este matrimonio nacieron dos hijos, uno de los cuales, llamado García, fue entregado como rehén por su padre al califa Alhakén II cuando Ordoño IV viajó a Córdoba a firmar un tratado de amistad.
Casó por tercera vez en 962 con Sancho Garcés II de Pamplona, naciendo de este matrimonio:
- García Sánchez, rey de Pamplona y conde de Aragón (994-1000),[5] casado con Jimena Fernández.
- Ramiro de Pamplona (m. 992).[6]
- Gonzalo de Pamplona (m. 997). Su hermano, el rey García Sánchez, primero puso a su madre Urraca al frente del condado de Aragón y después a su hermano Gonzalo quien con el título de regulus  gobernó el condado con una «pequeña corte condal de caballeros de la tierra.»[6]
- Urraca de Pamplona, la Vascona, entregada en 982 a Almanzor, adoptó el nombre árabe de «Abda». Antes de ingresar en un convento le dio un hijo, Abderramán, llamado «Sanchuelo» por su parecido con su abuelo Sancho.[7][8]

## Sepultura
Después de su fallecimiento, el cadáver de la reina Urraca fue sepultado en la colegiata de Covarrubias. En unas piedras pintadas de rojo y azul, bajo las siglas D.O.M. y las armas reales, aparece la siguiente inscripción esculpida en letras latinas en el siglo XVII:

DEBAJO DE ESTE ALTAR MAYOR, EN LA SEPULTURA DE LA MANO SINIESTRA, IACE DOÑA URRACA, MUGER DE DON ORDOÑO EL TERCERO, REY DE LEÓN. HIJA DEL GRAN CONDE FERNÁN GONZÁLEZ. FUE EN LA ERA DE MIL Y TRES Y EN LA DE EN MEDIO IACE LA YNFANTA DOÑA URRACA, HIJA DEL CONDE GARCÍ FERNÁNDEZ, A LA CUAL SU PADRE DIÓ ESTA YGLESIA E YNFANTAZGO DE COBARRUBIAS ERA 1016. E SUCEDIO EN EL POR TIEMPO LA YNFANTA DOÑA SANCHA, HIJA DEL EMPERADOR DON ALONSO, QUE YACE A LA MANO DERECHA. LA QUAL CON EL ABAD Y CAVILDO QUE ENTONCES ERAN POBLARON ESTA VILLA CON LOS FUEROS QUE AORA TIENE. ERA 1186.

Sus restos reposan en un sepulcro de piedra, colocado en el presbiterio de la colegiata. El sepulcro aparece cubierto con una tapa a dos vertientes y con el escudo de Castilla y León en los frentes del sepulcro.